# Dla wszystkich starczy miejsca
Dla wszystkich starczy miejsca – pierwszy album polskiej grupy muzycznej Stare Dobre Małżeństwo.
Muzykę do wszystkich utworów – wierszy Edwarda Stachury – napisał Krzysztof Myszkowski.
Winylowy album został wydany przez Pronit w 1990 (Pronit PLP 0126).

## Muzycy
- Wojciech Czemplik – skrzypce, śpiew, instrument perkusyjny
- Aleksandra Kiełb-Szawuła – śpiew
- Krzysztof Myszkowski – śpiew, gitara, harmonijka ustna
- Roman Ziobro – gitara basowa
- Ryszard Żarowski – gitara, śpiew

## Lista utworów (1994)
Strona A
| 1. | "Jak"                                  | 3:17  |
|    |                                        |       |
| 2. | "Jest już za późno, nie jest za późno" | 3:34  |
|    |                                        |       |
| 3. | "Z nim będziesz szczęśliwsza"          | 5:32  |
|    |                                        |       |
| 4. | "Kim właściwie była ta piękna pani?"   | 3:47  |
|    |                                        |       |
| 5. | "Nie brookliński most"                 | 4:34  |
|    |                                        |       |
| 6. | "Metamorfoza"                          | 3:16  |
|    |                                        |       |
|    |                                        | 24:00 |
|    |                                        |       |
Strona B
| 1. | "Opadły mgły, wstaje nowy dzień"       | 4:14  |
|    |                                        |       |
| 2. | "Ach, kiedy znowu ruszą dla mnie dni?" | 2:44  |
|    |                                        |       |
| 3. | "Tobie albo zawieja w Michigan"        | 2:34  |
|    |                                        |       |
| 4. | "Sanctus"                              | 2:28  |
|    |                                        |       |
| 5. | "Gloria"                               | 4:44  |
|    |                                        |       |
| 6. | "Pieśń na wyjście"                     | 2:44  |
|    |                                        |       |
|    |                                        | 19:28 |
|    |                                        |       |

## Informacje uzupełniające
- Produkcja – Aleksander Suchojad
- Realizacja dźwięku – Włodzimierz Kowalczyk
- Projekt graficzny okładki – Ryszard Kryska

## Inne wydania
- 1990 – ukazała się płyta winylowa, wydana przez Pronit (PLP 0126) oraz kaseta magnetofonowa, wydana przez krakowską firmę Phonex s.c. (PH-SDM 1002)[1]. Płyta winylowa oraz kaseta Dla wszystkich starczy miejsca w porównaniu z późniejszymi wydaniami zawierała: na stronie A utwory 1-5; na stronie B utwór "Metamorfoza", a zamiast utworów 2 i 3 piosenkę „Noc, albo oczekiwanie na śniadanie”[2].
- 1994 – ukazała się kaseta magnetofonowa (DAL MC 001) oraz płyta CD (DAL CD 01)[3], które wydała firma Dalmafon, założona przez Marka Sztanderę i członków zespołu SDM (DAL CD 01). Wtedy utwór „Noc, albo oczekiwanie na śniadanie” został zastąpiony na stałe piosenkami "Ach, kiedy znowu ruszą dla mnie dni?" oraz "Tobie albo zawieja w Michigan".
- 1998 – ukazała się kolejna reedycja (CD, kaseta magnetofonowa) nakładem Pomaton EMI.